# Peña Mora
Peña Mora es una montaña de los montes de Campoo-Valderredible, situada en el municipio cántabro de Valdeprado del Río (España). Sobre unas peñas de este cerro hay un vértice geodésico que marca una altitud de 1231,60 m s. n. m. en la base del pilar. Se puede acceder desde Villanueva de Henares (provincia de Palencia).